# Bojan Kurajica
Bojan Kurajica (ur. 15 listopada 1947 w Lublanie) – bośniacko-chorwacki szachista i trener szachowy, arcymistrz od 1974 roku. W latach 2006–2009 na arenie międzynarodowej reprezentował barwy Chorwacji. 

## Kariera szachowa

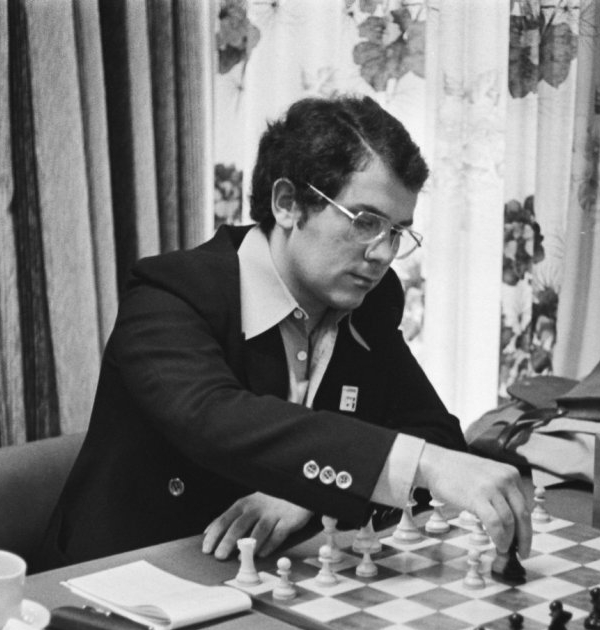
Bojan Kurajica, Wijk aan Zee 1977

W 1965 roku w Barcelonie zdobył tytuł mistrza świata juniorów. W 1967 roku zajął III miejsce na turnieju w Hastings, za Michaiłem Botwinnikiem i Wolfgangiem Uhlmannem. W latach 70. i 80. był czołowym szachistą Jugosławii i uczestnikiem prestiżowych turniejów międzynarodowych. W 1974 roku zajął III miejsce na turnieju w Solingen, wspólnie z Borysem Spasskim, za Lwem Poługajewskim i Lubomirem Kavalkiem. W tym samym roku Międzynarodowa Federacja Szachowa przyznała mu tytuł arcymistrza. W 1976 roku podzielił z Michaiłem Talem III miejsce w turnieju w Wijk aan Zee, za Ljubomirem Ljubojeviciem i Fridrikiem Ólafssonem. W 1979 podzielił I lokatę w turnieju Bosna w Sarajewie, a rok później wspólnie z Borislavem Ivkovem zajął w tym mieście II miejsce, za Vlastimilem Hortem.
Reprezentował Jugosławię na dwóch olimpiadach szachowych, w 1980 roku w Valletcie, gdzie jego drużyna zdobyła brązowe medale i w 1982 roku w Lucernie. Od 1992 do 2006 roku uczestniczył we wszystkich ośmiu olimpiadach, reprezentując Bośnię i Hercegowinę. W 1994 roku na olimpiadzie w Moskwie jego drużyna niespodziewanie zajęła drugie miejsce za reprezentacją Rosji. Kurajica był jednym z głównych autorów sukcesu, uzyskując 9 pkt z 13 partii III szachownicy.
W 1997 roku awansował do finału mistrzostw świata FIDE w Groningen, rozgrywanych systemem pucharowym, jednak odpadł w I rundzie, przegrywając z Julio Grandą Zunigą.
Najwyższy ranking w karierze osiągnął 1 lipca 1995 r., z wynikiem 2595 punktów dzielił wówczas 67-70. miejsce na światowej liście FIDE, jednocześnie zajmując 4. miejsce wśród szachistów Bośni i Hercegowiny.